# Daito
Daito (Japans: 大東市, Daitō-shi) is een Japanse stad in de prefectuur  Osaka. Begin 2014 telde de stad 124.349 inwoners. Daito maakt deel uit van de metropool Groot-Osaka.

## Geschiedenis
Op 1 april 1956 werd Daito benoemd tot stad (shi).
Steden:
Daito · Fujiidera · Habikino · Hannan · Higashiosaka · Hirakata · Ibaraki · Ikeda · Izumi · Izumiotsu · Izumisano · Kadoma · Kaizuka · Kashiwara · Katano · Kawachinagano · Kishiwada · Matsubara · Minoh · Moriguchi · Neyagawa · Osaka (hoofdstad) · Osakasayama · Sakai · Sennan · Settsu · Shijonawate · Suita · Takaishi · Takatsuki · Tondabayashi · Toyonaka · Yao

Districten:
Minamikawachi · Mishima · Senboku · Sennan · Toyono
Gemeenten per district